# Anuwat Matarat
Anuwat Matarat (thailändisch อนุวัฒน์ มาตะราช; * 14. Dezember 2002), auch als Aum bekannt, ist ein thailändischer Fußballspieler.

## Karriere
Anuwat Matarat stand bis Ende 2021 beim Drittligisten Singha Golden Bells Kanchanaburi FC unter Vertrag. Der Verein aus Kanchanaburi spielte in der Western Region der Liga. Im Dezember 2021 wechselte er zum ebenfalls in Kanchanaburi beheimateten Zweitligisten Muangkan United FC. Hier stand er bis Saisonende unter Vertrag. Zum Einsatz kam er jedoch nicht. Im Sommer 2022 wechselte er zu seinem ehemaligen Verein, dem Drittligisten Dragon Pathumwan Kanchanaburi FC. Mit dem Klub trat er in der Western Region der Liga an. Am Ende der Saison 2022/23 feierte er mit dem Verein die Meisterschaft der Region sowie den anschließenden Aufstieg in die zweite Liga. Sein Zweitligadebüt gab Chadpuk am 13. August 2023 (1. Spieltag) im Heimspiel gegen den Ayutthaya United FC. Bei der 0:1-Heimniederlage stand er in der Startelf und spielte die kompletten 90 Minuten. Am 15. Juni 2024 stand er mit Kanchanaburi im Finale des FA Cup. Das Spiel gegen den Erstligisten Bangkok United verlor man nach Elfmeterschießen. Nach insgesamt 48 Ligaspielen wurde sein Vertrag im Dezember 2024 nicht verlängert. Im gleichen Monat unterschrieb Matarat einen Vertrag beim ebenfalls in der zweiten Liga spielenden Trat FC. Nach zwölf Ligaspielen wechselte er im Juli 2025 zu dem ebenfalls in der zweiten Liga spielenden Chainat Hornbill FC.

## Erfolge
Dragon Pathumwan Kanchanaburi FC
- Thai League 3 – West: 2022/23  ▲
- Thailändischer Pokalfinalist: 2023/24